# Богословски дијалог православаца и англиканаца
Богословски дијалог православаца и англиканаца представља богословске консултације између православних и англиканских хришћана са циљем расправе о питањима вјероучења. Незванични англиканско-православни контакти почели су крајем 16. и почетком 17. вијека и узроковани су обостраним интересовањем за сличности и разлике у вјероучењу. До појачања двостраних контаката дошло је крајем 19. и почетком 20. вијека. Званични богословски дијалог почео је тридесетих година 20. вијека оснивањем Мјешовите православно-англиканске богословске комисије (енгл. Anglican-Orthodox Joint Doctrinal Comission). Послије Другог свјетског рата, рад Мјешовите комисије је настављен и довео је до усвајања већег броја Договорених изјава (енгл. Agreed Statement). Због увођења женског свештенства у Англиканској заједници, двосмисленим ставом према хомосексуалности и другим либералним иновацијама, православна страна је одбила да даље разматра богословски дијалог са англиканцима, као средство за постизање евхаристијског јединства.